# Петцольд, Дмитрий Андреевич
Дми́трий Андре́евич Пе́тцольд (нем. Dimitri Pätzold; родился 3 февраля 1983 года в Усть-Каменогорске, Казахская ССР, СССР) — немецкий хоккеист, вратарь клуба «Штраубинг Тайгерс».

## Карьера
Родился в Усть-Каменогорске. В возрасте 13 лет переехал с родителями в Германию. Начинал хоккейную карьеру в 16-летнем возрасте в клубе «Кёльнер Хайе». Также играл в разные годы за немецкие клубы «ЕВ Дуйсбург», «Ердинг Джетс», «Адлер Мангейм», «Ганновер Скорпионс», «Ингольштадт».
В 2001 году был задрафтован клубом НХЛ «Сан-Хосе Шаркс» в четвёртом раунде под номером 107. В сезонах 2003/04—2007/08 выступал в различных фарм-клубах Северной Америки: «Cleveland Barons», «Johnstown Chiefs», «Worcester Sharks», «Fresno Falcons». В сезоне 2007/08 — один из трёх запасных вратарей в «Сан-Хосе Шаркс», где основным был Евгений Набоков; в том сезоне на площадке провёл 44 минуты в трёх играх, пропустив за это время 4 шайбы.
В 2008/09 сыграл одну игру в КХЛ за подмосковный «Витязь»; пропустил 5 шайб за 52 минуты, проведённые в воротах и, не сумев закрепиться в составе, в середине октября перешёл в немецкий клуб «Ганновер Скорпионс». В 2009 году перешёл в «Ингольштадт». В 2010 году перешёл в «Штраубинг Тайгерс». В 2011 году вернулся в «Ганновер Скорпионс».
Выступал в составе сборной Германии на чемпионатах мира 2007, 2008, 2009, 2011 и 2012 годов, на зимних Олимпийских играх 2010. Помимо этого выступал на юниорских чемпионатах мира в 2000 и 2001 годах, молодёжных чемпионатах мира в 2000, 2001 и 2003 годах.